# كريستيان ايرباس
كريستيان ايرباس (بالإسبانية: Cristian Erbes)‏ (6 يناير 1990 ولاية فيراكروز المكسيك - ) هو لاعب كرة قدم أرجنتيني، يلعب كلاعب وسط.

## روابط خارجية
- كريستيان ايرباس على موقع إي إس بي إن إف سي (الإنجليزية)
- كريستيان ايرباس على موقع قاعدة بيانات كرة القدم.إي يو (الإنجليزية)
- كريستيان ايرباس على موقع Soccerway.com (الإنجليزية)
- كريستيان ايرباس على موقع AS.com (الإسبانية)